# دهستان سده (اقلید)
دهستان سده یکی از دهستان‌های شهرستان اقلید استان فارس است که در بخش سده واقع شده است.